# Freddy Will
Wilfred Kanu Jr.,  znany również jako Freddy Will (ur. 11 sierpnia 1977) – amerykański pisarz i muzyk.
Karierę rozpoczął w Toronto w Kanadzie, mieszając hip hop z jazzem, calypso, dancehallem, r&b i afrobeatem. Pisze książki o historii, filozofii, biografii, czasopismach, poezji, rozwoju osobistym i beletrystyce. Najbardziej znany jest ze swoich singli „City Boy” (2008), „Providence feat. Carvin Winans” (2009), „Endurance” (2010), „2 Passports” (2014) oraz „Carnival feat. DeLee” (2017). Współpracował ze zdobywcami nagrody Juno i kanadyjskimi muzykami jazzowymi Eddie Bullenem i Liberty Silver, zdobywcą nagrody Grammy Carvinem Winansem oraz gwiazdami Sierra Leone: Kao Denero, Solo's Beat i King Boss Laj.
Jest pierwszym nominowanym do nagrody Grammy artystą hip-hopowym z Sierra Leone oraz pierwszym artystą i autorem, który pojawił się na znaczku pocztowym w całym kraju.
Mieszka w Europie jako dyplomata karaibski w Królestwie Belgii i Unii Europejskiej.

## Wczesne życie
Wilfred "Freddy Will" Kanu Jr. urodził się 11 sierpnia 1977 roku w brooklandzkim centrum położniczym w Brookfields, Freetown, Sierra Leone. Jest najstarszym synem ambasadora Leeroya Wilfreda Kabsa Kanu Esqa, Amerykanina z Sierra Leone z ludu Loko i byłego ministra Sierra Leone przy ONZ. Ambasador Kanu jest także redaktorem gazety „Cocorioko," poczytnej w Sierra Leone. Matką Freddy'ego Willa jest pani Tigidankay B. Kanu, Amerykanka z Sierra Leone z ludu Mandingo. Jest dyrektorem pielęgniarstwa i założycielem Covenant Child World Ministry w New Jersey, USA. W młodości Freddy Will mieszkał w kilku krajach Afryki Zachodniej, w tym w Liberii, Sierra Leone, Gambii i Senegalu.

## Wpływy literackie, muzyczne i teatralne
W wywiadzie dla wielokrotnie nagradzanego ghańskiego dziennikarza Jeffersona Sackeya Freddy Will powiedział, że zaczął grać muzykę w kościele. Nazwał Kool Moe Dee, LL Cool J., Queen Latifah, Ice-T, Naughty by Nature, legendarny raper z Sierra Leone Jimmy B, Dr. Dre, Tupac Shakur, Scarface, Snoop Dogg, The Notorious BIG, Nas, The Luniz, i The LOX jako niektóre z jego wczesnych wpływów na hip-hop. Uwielbia wszystkie gatunki muzyki, w tym muzykę klasyczną, pop, indyjską i zouk. W dziedzinie literatury nazwał swojego ojca, Johna Grishama, Williama Szekspira, Langstona Hughesa, Caresse Crosby, Mayę Angelou i Pacesetter Novels, jako swoje wczesne inspiracje. Idris Elba, Dorothy Dandridge, Denzel Washington, Ice Cube, Cicely Tyson, John Singleton, Phylicia Rashad, Marisa Tomei, Jim Carrey i Spike Lee to jego wpływy w teatrze i filmie.

## Obraz publiczny
Freddy Will jest naturalizowanym Amerykaninem z Sierra Leone, który również został naturalizowany w Kanadzie i mieszka w Europie jako dyplomata z kraju karaibskiego. W latach 2006–2020 wydał dziesięć książek i osiem hiphopowych albumów. Na podstawie swoich wpisów w mediach społecznościowych przedstawia się jako „Afropolitan" i wyjaśnia uzasadnione powody, dla których identyfikuje się jako Amerykanin, mimo że pochodzi z Sierra Leone. Mieszka w Stanach Zjednoczonych, Kanadzie, Belgii, Niemczech i Czechach. Jego książki są zarejestrowane w Bibliotece Kongresu oraz Bibliotece i Archiwach Kanady. Jest członkiem Klubu Rotary.

## Grammy
W 2010 roku Freddy Will napisał i wykonał piosenkę do albumu dla dzieci, który Akademia Nagrania nominowała do nagrody Grammy. W rezultacie został nominowany do nagrody Grammy. Nominacja ta uczyniła Freddy'ego Willa pierwszym artystą hip-hopowym z Sierra Leone, który pracował nad utworem muzycznym nominowanym do tej nagrody. Jim Cravero, Paula Lizzi, Steve Pullara i Kevin Mackie z East Coast Recording Company wyprodukowali kompilację składającą się z muzyki i słowa mówionego.
Freddy Will napisał i wykonał piosenkę „Future”, która pojawia się na drugiej płycie albumu. „Zdrowe jedzenie dla myśli: wystarczająco dobrze, by jeść” to charytatywny album zawierający przesłania do rodziców i dzieci na temat zdrowego odżywiania. Współpracowali przy nim różni wybitni artyści muzyki i słowa mówionego, autorzy książek dla dzieci i szefowie kuchni. Niektórzy z wybitnych artystów to Moby, Julian Lennon, Jessica Harper, Amy Otey, Sara Hickman, Tom Chapin i Russell Simmons (by wymienić tylko kilku). Album został nominowany do nagrody „Najlepszy dziecięcy album słowny dla dzieci”.

## Nominacja do Grammy
| Na   | Kanał/album                                    | Kategoria                                                  | Rola                           | Wynik     |
| ---- | ---------------------------------------------- | ---------------------------------------------------------- | ------------------------------ | --------- |
| 2011 | „Healthy Food for Thought: Good Enough to Eat” | Grammy Award du meilleur album de mots parlés pour enfants | Głos, teksty, pisanie piosenek | nominacja |

## Dyskografia
Mixtape
- Stay True - (2006)

Albumy studyjne
- While I'm Still Young – The Talking Drums - (2008)
- Dark Horse from Romarong – a city of kings - (2010)
- Laboramus Exspectantes - (2014)

Kompilacje
- While I'm Still Young -The Talking Drums 1.2v - (2009)
- Views From the 7 - (2017)
- African Black: The Unreleased Anthems & Ballads - (2020)

PE
- City of Kings: RELOADED - (2012)

Albumy współtworzone
- Healthy Food for Thought: Good Enough to Eat - (2010)

### Powieści
- My Book of Chrymes - r. (ISBN 0-981-21601-3) Opublikowana 11 sierpnia 2009
- The Dark Road from Romarong - r. (ISBN 1-926-87609-1) Opublikowana 10 października 2010
- Hip Hop Kruzade – Path of a Legend - r. (ISBN 1-926-87650-4) Opublikowana 22 listopada 2014
- The Sandmann's Journal t. 1 - r. (ISBN 1-483-57305-2) Opublikowano 6 czerwca 2016
- The Sandmann's Journal t. 2 - r. (ISBN 978-1-483-58654-0) Opublikowane 15 listopada 2016
- The Sandmann's Journal t. 3 - r. (ISBN 978-1-644-40966-4) Opublikowane 8 sierpnia 2018
- The Sandmann's Journal t. 4 - r. (ISBN 978-1-644-67715-5) Opublikowane 10 października 2018
- The Sandmann's Journal t. 5 - r. (ISBN 978-1-645-16095-3) Opublikowany 5 marca 2019
- The Sandmann's Journal t. 6 r. (ISBN 978-1-648-26437-5) Opublikowano 22 lutego 2020
- The Sandmann's Journal t. 7 r. (ISBN 979-8-891-21460-6) Opublikowano 22 lutego 2022
- My Book of Chrymes (Definitive Edition) - r. (ISBN 979-8-892-69294-6) Opublikowano 11 stycznia 2024
- The Dark Road from Romarong (Definitive Edition) - r. (ISBN 979-8-892-98094-4) Opublikowano 25 stycznia 2024
- Hip Hop Kru Zade: Path Beyond Clichés - r. (ISBN 979-889-3-72905-4) Opublikowano 21 lutego 2024
- Crime Rhymez - r. (ISBN 979-889-4-43841-2) Opublikowano 25 kwiecień 2024
- Theatre, Dance & Poetry - r. (ISBN 979-889-4-80466-8) Opublikowano 10 czerwiec 2024
- Brazenitout - r. (ISBN 979-889-5-89679-2) Opublikowano 13 wrzesień 2024
- Brazenitout 2 - r. (ISBN 979-889-6-60864-6) Opublikowano 17 listopad 2024
- Brazenitout 3 - r. (ISBN 979-8-89901-019-4) Opublikowane 4 kwietnia 2025
- Brazenitout 4 - r. (ISBN 979-8-89852-867-6) Opublikowane 3 lipca 2025